# وزارة المالية (بيلاروسيا)
وزارة المالية في جمهورية بيلاروسيا (بالبيلاروسية: Міністэрства фінансаў Рэспублікі Беларусь) (بالروسية: Министерство финансов Республики Беларусь)‏ هي وزارة في الحكومة البيلاروسيَّة تتولى تنسيق السياسة المالية للدولة وتشرف على تنظيم الأوراق المالية في بيلاروسيا.
وزير المالية الحالي هو يوري سيليفرستوف.

## التاريخ
في عام 2006 تم دمج الوزارة مع لجنة الأوراق المالية التابعة لمجلس الوزراء، والتي أصبحت الآن إدارة تابعة للوزارة.

## وزراء المالية
- ستيبان يانشوك (1991-1994)
- نيكولاي روماس (1994-1995)
- باول دزيك (1995-1997)
- نيكولاي كوربوت (1997-2008)
- أندريه خاركوفيتس (2008-2014)
- فلاديمير أمارين (2014-2018)
- مكسيم يرمالوفيتش (2018-2020)
- يوري سيليفرستوف، (منذ 5 يونيو 2020)[5]